# Sud Sound System
Sud Sound System — італійська регі-група.

## Історія
Виступають з 1991 року. Група об'єднує ямайські ритми і місцеву культуру. Група є піонером італійської реггі музики.

## Дискографія
- 1996 - Comu na petra
- 1998 - Comu na petra Remixes
- 1999 - Reggae Party
- 2001 - Musica musica
- 2003 - Lontano
- 2005 - Acqua pe sta terra
- 2008 - Dammene ancora
- 2010 - Ultimamente
- 2014 - Sta tornu